# Маша и Медвед
Маша и Медвед (рус. Маша и Медведь) је руска 3Д дигитална цртана серија у наставцима. Цртани филм приказује пустоловине симпатичне девојчице Маше и Медведа, који су пријатељи.
Главна јуњакиња је мајушна руска девојчица Маша, која за друга одабира медведа, пензионисаног циркуског извођача, који је онако незграпан и велики, са љубављу чува, подучава, игра се с њом и брине за своју другарицу, иако је она врло често већи давеж од Дениса напасти.
Заједно пролазе кроз многе комичне згоде, у које Маша упада због своје разиграности и знатижеље. Медвед воли мир, ред и систематичност, што је у супротности са Машиним карактером. То доводи до тензија и комичног хаоса, али се увек све добро реши захваљујући Медведовој смирености и сналажљивости.
Остали ликови су становници шуме: зец, јеж, пар вукова, веверица и медведица. Цртани филм у основи има сличности са истоименом руском народном причом.
Главни редитељ је Олег Кузовков, који је уједно и сценариста и продуцент са другим сарадницима. Цртани филм је настао у руском студију за анимацију Анимакорд и израђује се у формату 16:9.
У Русији, приказује се на ТВ каналу Русија 1 (рус. Россия-1) у емисији „Лаку ноћ, децо!” (рус. Спокойной ночи, малыши!) и ТВ каналу Карусел (рус. Карусель). Такође се приказује на ТВ каналима у Француској, Швајцарској и Канади под именом "Маша и Мишка" (руски назив за медведића).
Епизоде у просеку трају око 7 минута. Од новембра 2009. доступан је на ДВД-у.
У Србији, серија је премијерно емитована 2014. године на телевизији Хепи, а потом и на бројним другим каналима. Једини српски канал који је емитовао серију у целости (све 3 сезоне) је Минимакс.

## Српске синхронизације
- Хепи ТВ синхронизација (2014)[1][6][7]

Хепи ТВ је сама за себе синхронизовала прву сезону серије, а премијерно је приказана од 15. септембра 2014. године. Такође је синхронизована и спин-оф серија Машине бајке. Све епизоде прве сезоне главне и 15 епизода спин-оф серије су објављене на ДВД-у, а нешто касније и приказане на ТВ Мини. Од 24. децембра 2018, ова синхронизација се емитује на каналу Минимакс, а од јануара 2019. године на каналу Пикабу.
- Блу хаус синхронизација (2015−2016)[2][3][5]

Блу хаус синхронизација је емитована на ТВ Мини. Синхронизована је и емитована само друга сезона. Током 2016, синхронизована је спин-оф серија Машине страшне приче. Емитована је премијерно на ТВ Мини, а потом и на РТС 2. Дистрибуцију синхронизације урадила је компанија Декси Ко.
- Лаудворкс синхронизација (2016)[4]

Лаудворксова синхронизација је премијерно емитована од 8. маја 2016. године на РТС 2. Синхронизована је и емитована друга сезона и спин-оф Машине бајке.
- Студио синхронизација (2019)[6]

Синхронизација студија Студио емитована је на каналу Минимакс. Синхронизована је трећа сезона серије, за прву је коришћена Хепи синхронизација, а за другу Блу хаус синхронизација. Ово је једина синхронизација треће сезоне.

## Списак епизода

### Сезона 1
- 1. Како су се упознали[12]
- 2. Не будити до пролећа
- 3. 1,2,3 украси јелку ти!
- 4. Трагови непознате животиње
- 5. Лекић за вукове
- 6. Дан за џем
- 7. Медино пролеће
- 8. На пецању
- 9. Позови ме молим те
- 10. Идемо на клизање
- 11. Први дан школе
- 12. Забрањен улаз
- 13. Играјмо се жмурке
- 14. Пазите!
- 15. Посета малог панде
- 16. Брзо оздрави
- 17. Рецепт за катастрофу
- 18. Дан за прање веша
- 19. Часови клавира
- 20. Наш пругасти пријатељ
- 21. Сам у кући
- 22. Дубоко удахни
- 23. Мали пингвин
- 24. Пријатно
- 25. Хокус покус
- 26. Радови у току

### Сезона 2
- 27. Савршена слика
- 28. Ђихање
- 29. Хит сезоне
- 30. Фактор раста
- 31. Нова метла
- 32. Какав отац такав син
- 33. Тај сладак живот
- 34. Само ме сликај
- 35. Тешко је бити мали
- 36. Фаза 1
- 37. Велика авантура
- 38. Данас је обрнуто
- 39. Прича за лаку ноћ
- 40. Опасна лепота
- 41. У торби
- 42. И акција!
- 43. Херој каквог нема
- 44. Једном годишње
- 45. Чудан случај
- 46. Плесна грозница
- 47. Победнички плач
- 48. Пећински меда
- 49. Шаролики пренос
- 50. Празник жетве
- 51. Кућне нинџе
- 52. До следећег пута